# Multicore-Myopathie
Als Multicore-Myopathie oder Multiminicore-Myopathie wird eine seltene Muskelerkrankung aus der Gruppe der kongenitalen Myopathien bezeichnet, die 1971 erstmals beschrieben wurde.

## Klinik
Das klinische Bild ist heterogen, bei den meisten Patienten steht jedoch eine Schwäche und Steifigkeit der Rumpfmuskulatur im Vordergrund. Abzugrenzen sind Fälle, in denen Lähmungen der Augenmuskulatur hinzutreten sowie Fälle, die bereits vor der Geburt mit einer Arthrogrypose auffällig werden. Andere weisen ein klinisches Bild wie Patienten mit Central-Core-Myopathie auf.

## Histologie und Genetik

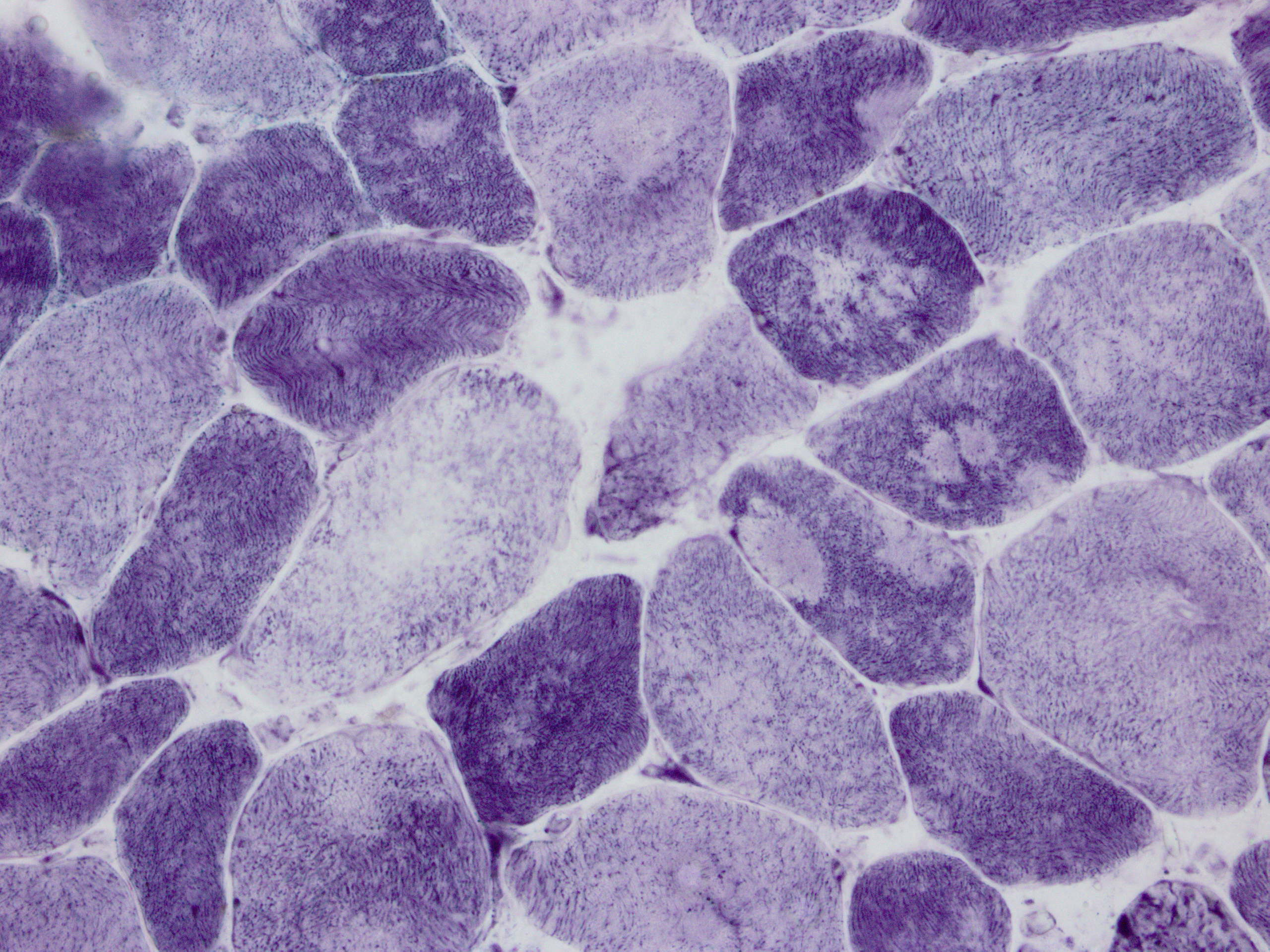
Multicore-Myopathie mit Störungen des intermyofibrillären oxidativen Netzwerks in der NADH-Färbung.

Histologisch sind in der Muskelbiopsie insbesondere in der enzymhistochemischen Färbung für die NADH Störungen des intermyofibrillären oxidativen Netzwerks mit multiplen kleinen hellen Flecken („cores“) charakteristisch.
Die Genetik der Multicore-Myopathie ist nicht einheitlich, die Erkrankung wird aber im Gegensatz zur Central-Core-Myopathie in der Mehrzahl der Fälle autosomal-rezessiv vererbt. Beschrieben wurden Mutationen des für das Selenoprotein N kodierenden SEPN1-Gens, aber auch des bei der Central-Core-Myopathie beteiligten RYR1-Gens, das für einen Ryanodin-Rezeptor kodiert.